# High Art
High Art è un film del 1998 scritto e diretto da Lisa Cholodenko.
È stato presentato nella Quinzaine des Réalisateurs del 51º Festival di Cannes.
Syd (Radha Mitchell) e Lucy (Ally Sheedy) si incontrano a causa di una perdita d'acqua nel soffitto. Accomunate dalla passione per la fotografia, le due si innamorerano in breve tempo.

## Trama
Syd convive con James, e lavora come assistente redattrice in una rivista di fotografia artistica intitolata Frame. A causa di una perdita nel soffitto del suo bagno, decide di bussare all'appartamento sovrastante, dove abitano Greta, un'attrice tedesca, e Lucy, una fotografa che anni prima è sparita dalla circolazione senza dare spiegazioni, le quali, entrambe, hanno problemi di droga.
Le apre Lucy, che dopo aver ascoltato il motivo della visita, la accompagna in bagno, dove Syd cerca la perdita.
Colpita dalle fotografie che tappezzano le pareti di casa, Syd parla al suo capo di Lucy, ma non sapendo esattamente il suo cognome, non viene riconosciuta da quest'ultimo, che però accetta di dare un'occhiata al lavoro di quest'artista.
Con la scusa di riparare definitivamente la perdita, Syd torna da Lucy, e dopo averle fatto i complimenti per le immagini appese in tutta la casa, le chiede se ha un catalogo delle sue foto, senza però specificare il motivo di tale richiesta.
Riesce ad avere in prestito la raccolta che Lucy pubblicò molti anni prima, la porta al suo capo, che è in compagnia di due pezzi grossi, uno dei quali si presenta e le chiede cos'ha in mano. Non appena legge il nome sul libro che Syd gli porge, esprime il suo apprezzamento verso l'autrice. Viene così organizzato un incontro, durante il quale a Lucy viene proposto un articolo e la copertina del giornale.
Però dopo aver accettato, non riesce a trovare l'ispirazione, anche a causa dei problemi con Greta. Syd è preoccupata per la scadenza imminente, e gliene parla apertamente. Lucy decide di lasciare la città per il week-end e le propone di andare con lei.
Lucy scatta a Syd alcune fotografie, poi cominciano a discutere del suo problema con la droga, infine si ritrovano a baciarsi.
Durante la notte tra le due si accende la passione, e Syd le dice che crede di essersi innamorata di lei. La mattina seguente Lucy scatta diverse foto mentre Syd dorme coperta soltanto dal lenzuolo, e termina con un autoscatto di entrambe abbracciate a letto.
Al ritorno Lucy sviluppa il rullino e porta le foto a Syd, dicendole di volerle utilizzare per l'articolo, però lei non è d'accordo perché compare in tutte, opta così per dei vecchi scatti.
Syd porta ai suoi superiori le foto che ha scelto, ma queste non piacciono e loro, delusi, decidono di richiamare il fotografo a cui avevano tolto il servizio per darlo invece a Lucy. Dopo averci riflettuto, Syd mostra a Dominique le immagini che aveva scelto Lucy: l'editrice ne rimane tanto colpita da pubblicarle, mettendo in copertina quella dell'abbraccio.
Nel frattempo, le due protagoniste sono costrette ad affrontare i rispettivi partner, per metterli al corrente della loro decisione di stare insieme. La cosa è più difficile per Lucy, in quanto James ha lasciato l'appartamento e non risponde alle chiamate di Syd, mentre lei deve affrontare Greta, che le chiede di passare insieme la notte, perché la ama, ed anche se sa che questo non cambierà nulla, vuole sentirla vicina un'ultima volta.

## Riconoscimenti
- Sundance Film Festival 1998: Waldo Salt Screenwriting Award
- Festival del cinema americano di Deauville 1998: Premio della giuria
- Los Angeles Film Critics Association Awards 1998: miglior attrice (Ally Sheedy)
- Independent Spirit Awards 1999: miglior attrice protagonista (Ally Sheedy)
- GLAAD Media Awards 1999: miglior film a distribuzione limitata
- National Society of Film Critics Awards 1999: miglior attrice (Ally Sheedy)